# Стреблориза
Стреблори́за (лат. Streblorrhiza) — монотипный род растений семейства Бобовые (Fabaceae). Единственный вид — Стреблори́за прекра́сная (Streblorrhiza speciosa); растение встречалось только на острове Филлип (южная часть Тихого океана, 6 км от острова Норфолк) и исчезло в середине XIX века.

## Ботаническое описание
Многолетняя древовидная лиана. Листья перистые. Цветки розово-красные, крупные, до 25 мм длины, собраны в кисть.

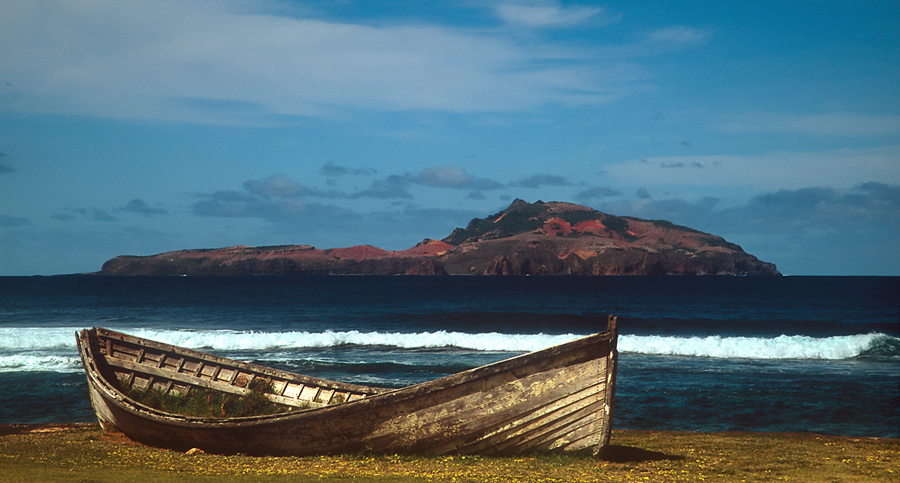
Остров Филлип

## Хозяйственное значение и применение
Использовалась в качестве декоративного растения, в начале XIX века в Европе считалась самым модным оранжерейным растением.

## Охрана
После преднамеренной интродукции в середине XIX века на остров Филлип коз, свиней и кроликов произошла деградация растительности, и вид полностью исчез. В культуре стреблориза прекрасная не сохранилась.
Вид занесён в Красную книгу МСОП с охранным статусом «Исчезнувшие виды».